# 許寧 (明朝)
許寧，字誌道，明朝軍事將領。許貴之子。

## 生平
正統年間，因舍人從軍有功，為錦衣千戶。許貴去世后，嗣指揮使。因薦擢署都指揮僉事，守禦柴溝堡。成化初年，擔任大同遊擊將軍，擊退寇亂，后改督宣府操練，移延綏，并率孤軍擊退寇軍。次年，以三千騎入沙河墩，與總兵官房能防禦入侵。當時巡撫王銳請濟師延綏，英宗詔大同巡撫王越帥眾趕往，王越遣許寧出西路，后獲勝進都指揮同知。之後再次與朱永抵禦河套騷擾，擢都督僉事，佩靖虜副將軍印，代房能充總兵官。許寧因起世將家，不到十年升至大將。次月，再次與孫鉞擊退入侵，并鎮守波羅堡。
成化七年，又與諸將孫鉞、祝雄等在滉忽都河敗寇，后獲璽書褒獎。并隨後招降迤北開元王把哈孛羅。次年，參將錢亮於師婆澗戰敗，士兵死去十之三四，許寧與王越被彈劾，英宗不予追罪。當時滿都魯等屢犯延綏，因許寧鎮守，改為出西路，直接進犯環慶、固原。許寧在鴨子湖設伏擊得勝。次年，滿都魯再次入犯榆林，許寧與巡撫余子俊擊敗，后襲擊滿都魯基地，大獲全勝。之後進署都督同知。成化十八年，達延汗分數道入，許寧授大同總兵，雙方交戰慘烈，十次戰鬥，明軍少勝，后許寧仍以捷聞。巡按程春震舉發，許寧與郭鏜、蔡新均下獄。許寧降指揮同知閑住。弘治年間，因舉薦署都指揮使，分領操練。十一年十二月去世。贈都督僉事。有一子許泰。